# Josephus Laurentius Dyckmans
Josephus Laurentius Dyckmans (født 9. august 1811 i Lier, død 8. januar 1888 i Antwerpen) var en belgisk genremaler.
Dyckmans, der var elev af Melchior Gommar Tieleman og Gustave Wappers, malede en mængde små, hyggelige og stemningsfulde genrebilleder, harmoniske i koloritten og af minutiøs og glat gennemførelse (Belgiens Gérard Dou). Allerede med Kærlighedserklæringen (1834, Antwerpen, privat besiddelse) blev han publikums erklærede yndling. Andre værker er Faderlig undervisning, Klavertimen, Den blinde tigger (1852, museet i Antwerpen) etc. Dyckmans var 1841-54 professor ved Antwerpens Akademi.

## Billede
- La Fête de la Grandmère ('Bedstemors fejring')